# 公丕祥
公丕祥（1955年1月—），男，江苏泗阳人，中华人民共和国政治人物。大学本科学历，研究生学历，法学博士学位，教授。曾任南京师范大学校长，曾任江苏省高级人民法院院长，江苏省人大常委会副主任、党组副书记。第九届、十届、十一届全国人大代表。

## 生平
公丕祥1955年出生于江苏省泗阳县。1974年8月参加工作。1976年11月加入中国共产党，1978年考入南京师范学院，1981年修读于南京大学法律系，1982年毕业于南京师范大学政治教育系，获法学学士学位，毕业后留校任教。1995年，被中国法学会评选为第一届全国十大杰出青年法学家之一。1997年获中国人民大学法学院法学博士学位。
公丕祥历任南京师范大学政教系主任、经济法政学院院长、南京师范大学副校长。1996年到2002年间，担任南京师范大学校长。2003年2月当选江苏省高级人民法院院长。2008年起担任全国人大代表。2013年1月，任江苏省人大常委会副主任、党组成员。2017年2月，任江苏省人大常委会副主任，党组副书记。2018年1月退休。